# A. P. Herbert
Alan Patrick Herbert (n. el 24 de septiembre de 1890 en Ashtead, Inglaterra, y fallecido el 11 de noviembre de 1971) fue un escritor y humorista británico. También firmaba como "A.P" o "A.P.H".

## Carrera
Herbert cursó sus estudios en Winchester, y se licenció y ejerció la docencia en el New College de Oxford, donde era profesor de Derecho.
Hizo el servicio militar en la Armada Británica, y combatió en la Primera Guerra Mundial, de la que resultó herido. Su novela La batalla secreta está basada en las experiencias que vivió en la guerra.
Tiempo después trabajó como secretario de un miembro del Parlamento Británico, y en 1924 comienza a trabajar en la revista Punch como redactor. En 1926 es estrenada la obra de teatro Noches de Riverside, escrita por él, que fue un éxito teatral. Además fue autor de otras obras musicales, como La Vie parisienne, de 1929 y Bendita sea la novia, de 1947.
Entre 1935 y 1950 fue miembro del Parlamento de la Universidad de Oxford, desde el cual fue un activo manifestante a favor de la reforma en la Ley del divorcio, entre sus consideraciones sobre el matrimonio se encuentra la siguiente frase: "El período más crítico del matrimonio es el desayuno".
En 1945 se le otorga el título de Sir (Caballero).

## Obras
Fue un prolífico autor, que escribió diversos géneros (cuentos, poesía, obras de teatro, entre otros) destacándose por su humor satírico.
La obra teatral Bless the bride, de 1947, permaneció en cartel más de dos años y cuarto, y realizándose casi 900 presentaciones.
- 1910 Poor Poems and Rotten Rhymes.
- 1912 Play Hours with Pegasus.
- 1916 Half Hours with Helles.
- 1918 The Bomber Gipsy.
- 1919 The Secret Battle.
- 1920 The House by the River.
- 1921 The Wherefore and the Why.
- 1921 Light Articles Only.
- 1922 Tinker, Tailor...
- 1923 The Man About Town.
- 1924 Double Demon: An Absurdity in One Act.
- 1925 Laughing Ann.
- 1925 The Old Flame.
- 1926 She Shanties.
- 1926 Riverside Nights (obra teatral).
- 1927 The Red Pen.
- 1927 Two Gentlemen of Soho.
- 1927 Fat King Melon & Princess Caraway.
- 1927 Plain Jane.
- 1927 Misleading Cases in the Common Law (recopilación de procedimientos jurídicos, y análisis cómico sobre lo absurdo de los mismos).
- 1928 The Trials of Topsy.
- 1928 Honeybubble & Co.
- 1929 Topsy MP.
- 1929 Plain Jane.
- 1929 La Vie Parisienne (obra teatral).
- 1930 The Water Gipsies (novela).
- 1930 Wisdom for the Wise.
- 1930 More Misleading Cases.
- 1930 Ballads for Broadbrows.
- 1931 Derby Day.
- 1931 Tantivy Towers.
- 1932 Helen.
- 1932 No Boats on the River...
- 1933 A P Herbert.
- 1933 Still More Misleading Cases.
- 1934 Holy Deadlock.
- 1934 Mr Pewter.
- 1935 What a Word!
- 1935 Letter to the Electors of Oxford University.
- 1935 Uncommon Law.
- 1935 Dolphin Square.
- 1936 Mild and Bitter.
- 1937 Sip! Swallow!
- 1937 The Ayes Have it : The Story of the Marriage of Bill.
- 1939 General Cargo.
- 1940 Siren Song.
- 1940 Let There be Liberty.
- 1941 Let Us be Glum.
- 1941 Let Us be Gay.
- 1942 Well, Anyhow...
- 1943 Bring Back the Bell.
- 1944 Less Nonsense.
- 1944 ATI.
- 1944 A Better Sky.
- 1945 Letter to the Electors of Oxford University.
- 1945 Light the Lights.
- 1945 The War Story of Southend Pier.
- 1946 The Point of Parliament.
- 1946 A School of Purposes : A Selection of Fougasse Posters 1939-1945 (introducción).
- 1946 Big Ben.
- 1947 Bless the Bride (obra teatral).
- 1947 Topsy Turvy.
- 1948 The Topsy Omnibus.
- 1948 Mr Gay's London.
- 1948 Leave my Old Morale Alone.
- 1950 Independent Member.
- 1950 The English Laugh.
- 1951 Come to the Ball.
- 1951 Number Nine.
- 1952 Why Waterloo?
- 1952 Pen Portraits.
- 1952 Codd's Last Case.
- 1952 Full Enjoyment.
- 1953 Pools Pilot or Why Not You?
- 1954 The Right to Marry.
- 1957 No Fine on Fun.
- 1958 Made for Man.
- 1959 I Object ....Letters to the Electors of East Harrow.
- 1960 Look Back and Laugh.
- 1960 Public Lending Rights: Authors, Publishers and Libraries.
- 1960 Anything but Action?
- 1962 Silver Stream.
- 1962 Libraries - Free for All?
- 1963 Barbican Regained.
- 1964 Bardot MP.
- 1964 Watch this Space...
- 1966 Wigs at Work.
- 1966 The Thames.
- 1967 Sundials Old and New, or Fun with the Sun.
- 1968 The Singing Swan.
- 1970 In the Dark.
- 1970 APH, His Life and Times (autobiografía).